# جشن سینمای ایران
جشن سینمای ایران که با نام‌های جشن بزرگ سینمای ایران و جشن خانه سینما نیز شناخته می‌شود، یک مراسم است که هر ساله در ایران و توسط خانه سینمای ایران برگزار می‌شود. این مراسم در روز ۲۱ شهریور مصادف با روز ملی سینما در ایران، به بهترین‌های سینمای ایران تندیس خانهٔ سینما اهدا می‌شود.

## دوره‌های مختلف
- اولین جشن. مرداد ۱۳۷۶ به دبیری سیف‌الله داد.
- دومین جشن. آبان ۱۳۷۷ به دبیری احمدرضا درویش.
- سومین جشن. شهریور ۱۳۷۸ به دبیری یدالله صمدی.
- چهارمین جشن. شهریور ۱۳۷۹ به دبیری مجید مجیدی.
- پنجمین جشن. شهریور ۱۳۸۰ به دبیری مسعود جعفری جوزانی.
- ششمین جشن. شهریور ۱۳۸۱ به دبیری منوچهر محمدی.
- هفتمین جشن. شهریور ۱۳۸۲ به دبیری ابوالحسن داودی.
- هشتمین جشن. شهریور ۱۳۸۳ به دبیری ابوالحسن داودی.
- نهمین جشن. شهریور ۱۳۸۴ به دبیری محمدمهدی عسگرپور.
- دهمین جشن. شهریور ۱۳۸۵ به دبیری رسول صدرعاملی.
- یازدهمین جشن. ۲۰ شهریور ۱۳۸۶ در کاخ سعدآباد به دبیری پرویز پرستویی.
- دوازدهمین جشن. شهریور ۱۳۸۷ به دبیری علی معلم.[۳]
- سیزدهمین جشن. شهریور ۱۳۸۸در هتل استقلال به دبیری فرهاد توحیدی. (در این دوره بخش رقابتی تندیس برگزار نشد و تنها ۳ تندیس افتخار به تیگران تومانیان، نیکو خردمند و ناصر تقوایی اهدا گردید)
- چهاردهمین جشن. ۲۵ شهریور ۱۳۸۹ در برج میلاد به دبیری فرهاد توحیدی
- پانزدهمین جشن. ۲۱ شهریور ۱۳۹۰ در تالار ایوان شمس به دبیری کیومرث پور احمد[۴]
- شانزدهمین جشن شهریور ۱۳۹۳ پس از سه سال تعطیلی به دبیری محمد بزرگ نیا[۵]
- هفدهمین جشن. ۲۰ شهریور ۱۳۹۴ در عمارت مسعودیه به دبیری همایون اسعدیان[۶]
- هجدهمین جشن. ۲۲ شهریور ۱۳۹۵ در باغ ملی تهران به دبیری کمال تبریزی
- نوزدهمین جشن ۲۱ شهریور ۱۳۹۶ در باشگاه فرهنگی ورزشی پیام به دبیری هارون یشایایی[۷]
- بیستمین جشن. ۱۰ شهریور ۱۳۹۷ در تالار وحدت به دبیری علی نصیریان[۸]
- بیست و یکمین جشن ۷ مرداد ۱۳۹۸ در برج میلاد
- در سال های ۱۳۹۹ و ۱۴۰۰ به دلیل همه گیری ویروس کرونا در ايران، هیچ جشنی از سوی خانه سینما برگزار نشد. در سال ۱۴۰۱ که قرار بود بیست و دومین دوره بعد از ماه محرم و صفر در شهریور‌ماه برگزار شود؛ اما به دلیل آنچه «شرایط اجتماعی جامعه» اعلام شده بود، بار دیگر به سال بعد موکول شد.[۹][۱۰] در سال ۱۴۰۲ نیز جشن خانه سینما برای چهارمین سال پیاپی برگزار نشد.[۱۱][۱۲]